# دونالی رودس
دونالی رودس (به انگلیسی: Donnelly Rhodes)؛ زادهٔ ۴ دسامبر ۱۹۳۷ - درگذشته ۸ ژانویهٔ ۲۰۱۸ یک هنرپیشه اهل کانادا بود.
او در فیلم اوه! سگ بهشتی بازی کرده است.